# 独生子女父母光荣证

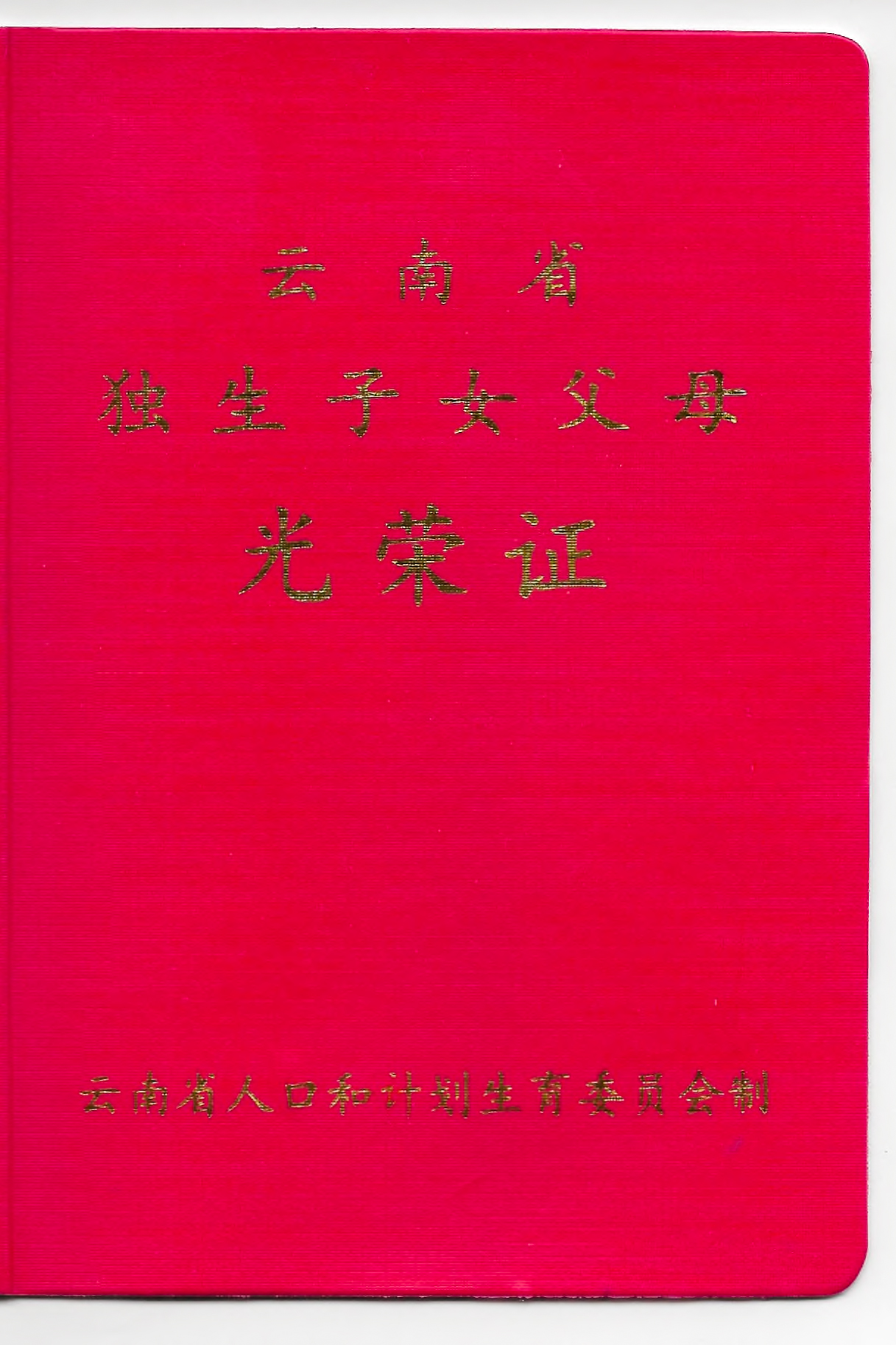
云南省独生子女父母光荣证

獨生子女父母光榮證，简称独生子女光荣证或獨生子女證，是中國大陸实行计划生育政策的一项重要制度。《中华人民共和国人口与计划生育法》第二十七条规定“自愿终身只生育一个子女的夫妻，国家发给《独生子女父母光荣证》。获得《独生子女父母光荣证》的夫妻，按照国家和省、自治区、直辖市有关规定享受独生子女父母奖励。”各地对办理《独生子女父母光荣证》的具体规定和持证奖励内容各不相同。一般地，从申请办证当月（子女已在公安机关登记户口）起至子女年满14周岁止，每月给予独生子女父母不少于13元人民币的奖励费，奖励费由夫妻双方所在单位各发50%。独生子女父母退休后，还可享受一次性养老补助。
独生子女证自1980年代起开始签发。中共十八届五中全会决定全面实施一对夫妇可生育两个孩子政策，新增享受政策优待的独生子女身份至2015年底截止。2016年出生且自愿终身只生育一个孩子的夫妻，不再办理《独生子女父母光荣证》，不再享受独生子女奖励费；原先已办证者继续执行原政策，证件丢失的可以补办。